# Britannia Airways

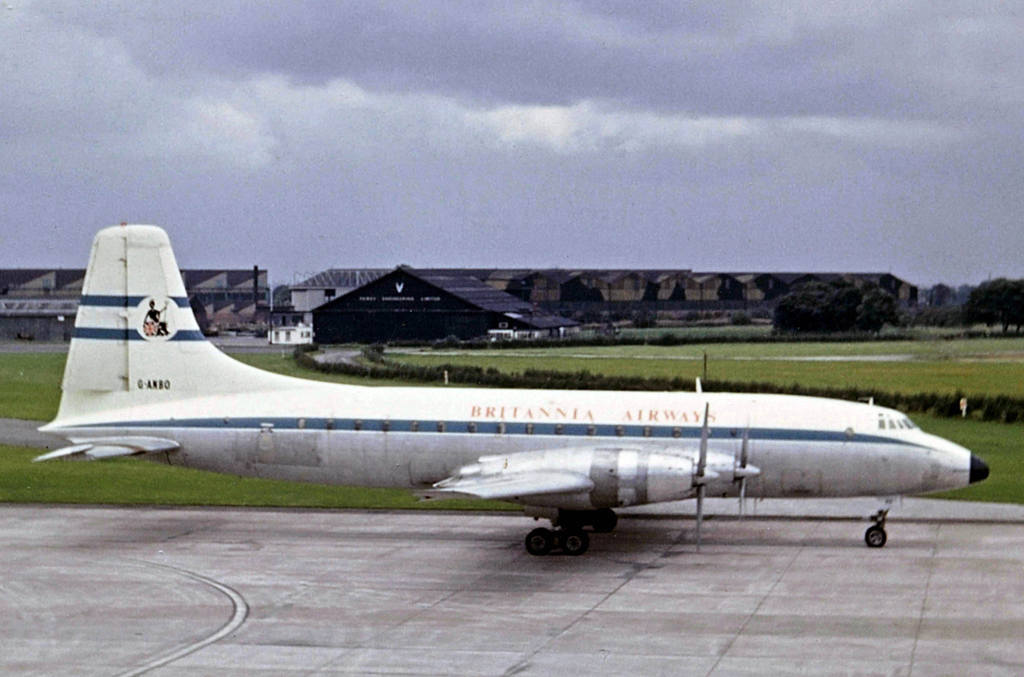
Bristol Britannia 102 авіакомпанії Britannia Airways в аеропорту Манчестера, 1965 рік

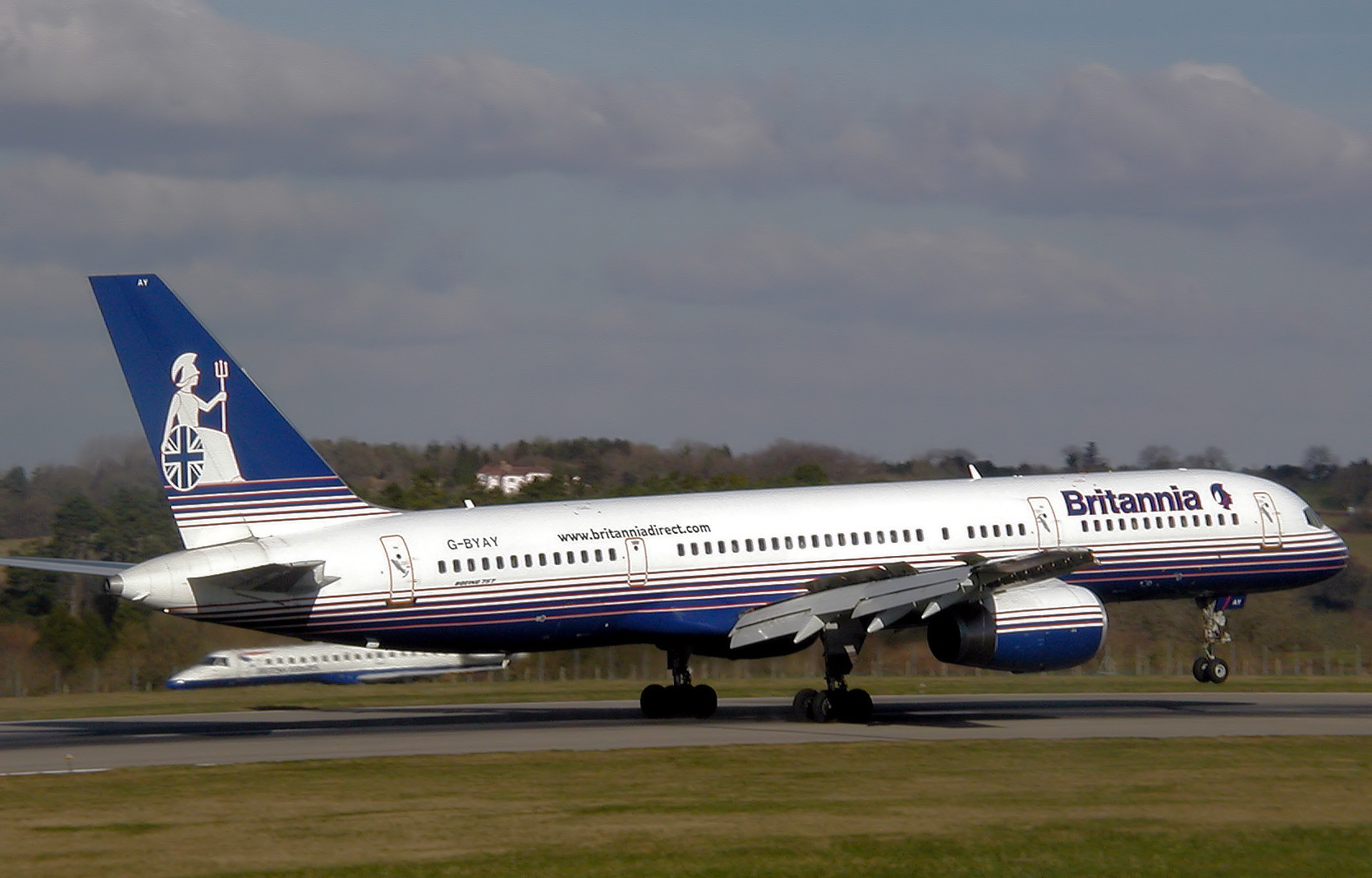
Посадка Boeing 757—200 авіакомпанії Britannia Airways в міжнародному аеропорту Брістоля, 2004 рік

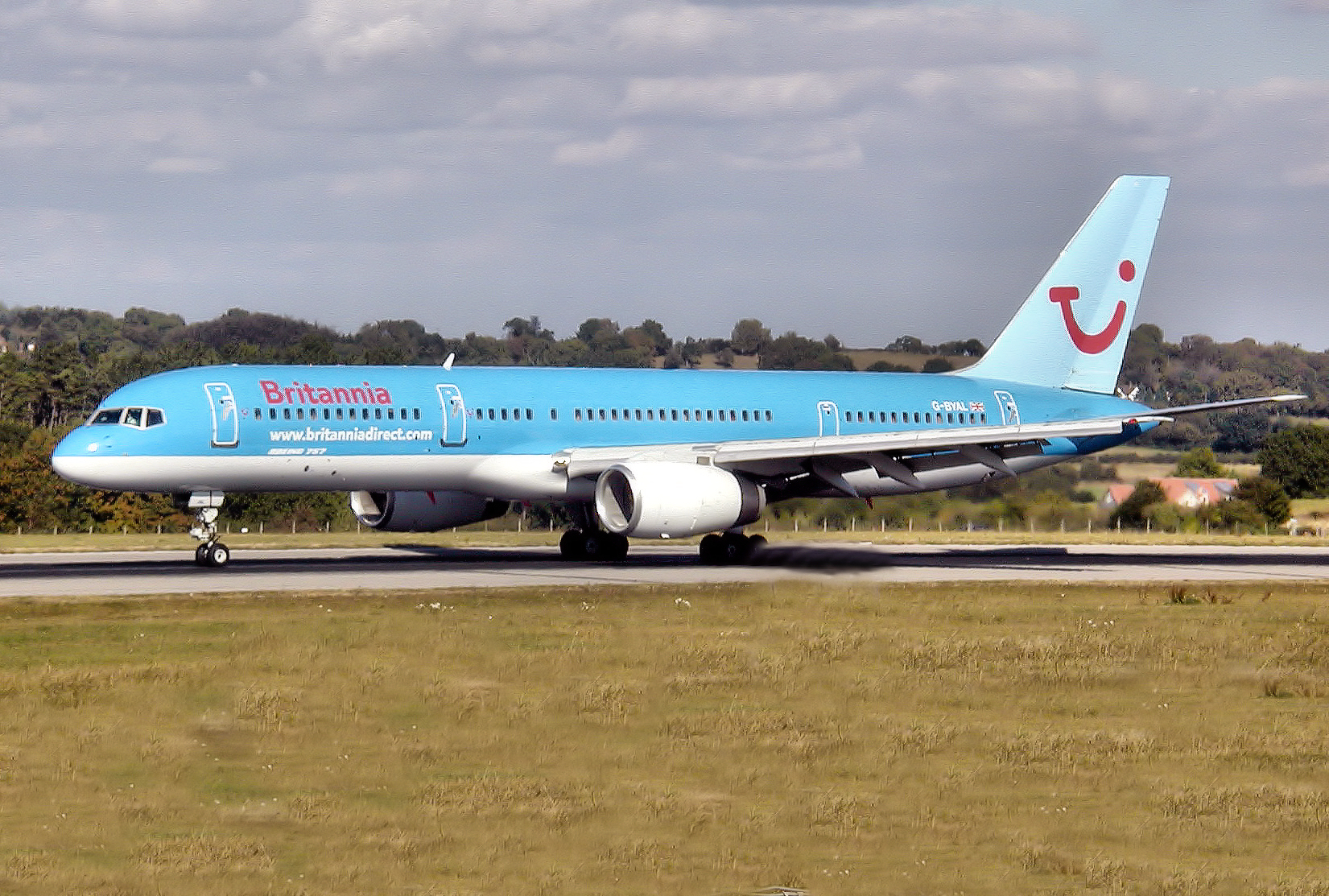
Boeing 757—200 Britannia Airways в лівреї Thomson в міжнародному аеропорту Брістоля, 2003 рік

Britannia Airways — колишня найбільша чартерна авіакомпанія Великої Британії зі штаб-квартирою в лондонському аеропорту Лутон, яка працювала на ринку комерційних перевезень з 1961 по 2005 роки.
Портом приписки авіакомпанії і її головним транзитним вузлом (хабом) був аеропорт Лондон-Лутон, як вторинні хаби використовувалися міжнародний аеропорт Бірмінгем, аеропорт Лондон-Гатвік, міжнародний аеропорт Глазго, аеропорт Манчестер і аеропорт Ньюкасл.
1 листопада 2005 року Britannia Airways припинила самостійне існування, будучи викупленою туристичною компанією TUI, і продовжила потім комерційні перевезення під торговою маркою Thomsonfly.

## Історія
Авіакомпанія Euravia була заснована 1 грудня 1961 року бізнесменом Тедо Ленгтоном і почала операційну діяльність 5 травня наступного року з виконання чартерних туристичних рейсів за контрактом з компанією Universal Sky Tours. Флот перевізника спочатку складався з кількох літаків Lockheed Constellation. Що діяла в період з початку 1950-х по початок 1960-х років на даному ринку одна з найбільших чартерних авіакомпаній Британії Skyways в 1962 році була викуплена компанією Euravia (угода не зачіпала дочірнє підрозділ Skyways — авіакомпанію «Coach-Air», створену на початку 1950-х років інвестором Еріком Ріландсом, яка працювала в амплуа бюджетного перевізника на маршрутах між Лондоном і поруч столиць європейських держав. Після придбання Skyways «Coach-Air» залишалася незалежною компанії, поки не була поглинута Dan-Air в 1972 році).
Офіційна назва «Euravia» було змінено на Britannia Airways 16 серпня 1964 року в зв'язку з минулим оновленням повітряного флоту авіакомпанії і введенням в експлуатацію нових турбогвинтових літаків Bristol Britannia, який пропрацювали на лініях аж до грудня 1970 року, після чого перевізник використав тільки реактивні лайнери.
У 1965 році Britannia Airways увійшла до складу канадського філії компанії Thomson Holidays, яка, в свою чергу, була частиною туристичної корпорації Thomson Travel Group.
У 1968 році авіакомпанія ввела в експлуатацію літаки Boeing 737—200, тим самим ставши першою європейською чартерної компанією, яка використала лайнери даного типу. Дещо пізніше аналогічна ситуація склалася і з літаками Boeing 767. У серпні 1988 року керуюча компанія Thomson Travel Group придбала іншого туристичного оператора Horizon Travel разом з її дочірньою авіакомпанією Orion Airways, яка згодом була інтегрована в Britannia Airways.
У 1997 році Britannia Airways утворила власну дочірню авіакомпанію «Britannia GmbH» зі штаб-квартирою в Німеччині та з метою роботи на ринку чартерних перевезень аеропортів Німеччини, Швейцарії і Австрії за контрактами з німецькими туристичними операторами. Компанія пропрацювала майже чотири роки і припинила діяльність у березні 2001.
На початку 1998 року Thomson Travel Group придбав ще одного туроператора — скандинавську компанію «Fritidsresor Group» разом з її авіакомпанією Blue Scandinavia, в даний час працює під офіційною назвою Britannia Nordic.
У 2000 році Thomson Travel Group разом з Britannia Airways самі були придбані німецьким холдингом Preussag AG, що згодом став транснаціональної туристичною компанією TUI AG. В рамках наступної реорганізації у вересні 2004 року авіакомпанія змінила власну назву на Thomsonfly з відповідною зміною з 1 листопада наступного року юридичної назви компанії з «Britannia Airways Limited» на «Thomsonfly Limited».

## Маршрутна мережа
Крім основної діяльності на чартерних напрямках, Britannia Airways працювала у сфері регулярних пасажирських перевезень на міжнародних маршрутах. Станом на січень 2005 року компанія виконувала регулярні рейси в такі пункти призначення: Акапулько, Аккра, Аліканте, Барбадос, Канкун, Фару, Фуертевентура, Фуншал, Женева, Гоа, Іракліон, Хургада, Лансароте, Лас-Пальмас-де-Гран-Канарія, Луксор, Ліон, Малага, Малі, Мальта, Момбаса, Монастір, Монтего-Бей, Натал, Орландо, Пальма-де-Майорка, Пафос, Пловдив, Пуерто-Плата, Пунта-Кана, Реус, Зальцбург, Санта-Крус-де-ла-Пальма, Шарм-еш-Шейх, Софія, Сент-Люсія, Сідней, Тенерифе, Тулуза, Турин, Варадеро і Верона.

## Флот
У 2005 році повітряний флот авіакомпанії Britannia Airways становили такі літаки:

## Авіаподії і нещасні випадки
У період з 1961 по 2005 роки з літаками Britannia Airways відбулось три авіаційних інциденти, два з яких визначені як важкі:
- 1 вересня 1966 року. Літак Bristol 175 Britannia (реєстраційний G-ANBB), який слідував регулярним рейсом 105 з лондонського аеропорту Лутон в Любляну (Югославія), внаслідок неправильних дій екіпажу при здійсненні процедури заходу на посадку впав в ліс на підході до аеропорту призначення. Загинуло 98 осіб з 117, що знаходились на борту.
- 14 вересня 1999 року. Літак Boeing 757—200 (реєстраційний G-BYAG), чартерний рейс 226A міжнародний аеропорт Кардіфф — аеропорт Жирона Коста-Брава. При здійсненні посадки в сильний дощ в умовах практично нульової видимості і відсутності візуального спостереження вогнів злітно-посадкової смуги аеропорту Коста-Брава, екіпаж допустив жорстку посадку на ЗПС з наступним козлінням літака. Пілоти не змогли втримати лайнер на смузі, машина викотилась на поле, після чого склались стійки шасі і фюзеляж літака розколовся на дві частини. За щасливою випадковістю не відбулось загоряння витеклого у великій кількості палива. На борту лайнера знаходилось 236 чоловік, 43 з них отримали травми різного ступеня важкості і були доставлені в найближчу лікарню Жирони.